# Siwa Kolonia
Siwa Kolonia – dzielnica Hajnówki. Osiedle prywatnych domów położone między nieczynną linią kolejową Hajnówka-Białowieża (Linia kolejowa nr 52) a rzeką Leśna Prawa.

## Historia
Dzielnica powstała w latach 30. XX w. W 1934 Towarzystwo Przyjaciół Hajnówki zaciągnęło kredyt w wysokości 100 000 zł w Banku Gospodarstwa Krajowego w Warszawie na budowę domów dwurodzinnych w nowo powstałych osiedlach Siwa Kolonia i Biała Kolonia. W następnych latach wybudowano tu domy dwurodzinne bardzo luźno rozłożone na znacznym terenie, wokół obecnej ulicy Słowackiego oraz na skraju ulicy Warszawskiej. Mieszkańcy nowo powstałego osiedla mieli możliwość wykupienia domów na własność, w drodze wieloletniej spłaty na dogodnych warunkach.
Obecnie domy wybudowane w latach 30. zostały rozbudowane przez ich właścicieli, powstały też nowe. W latach 90. tuż za osiedlem, przy ulicy Słowackiego wybudowano oczyszczalnię ścieków (oddana do użytku w 1997), powstało też schronisko dla zwierząt "Ciapek" (2007).

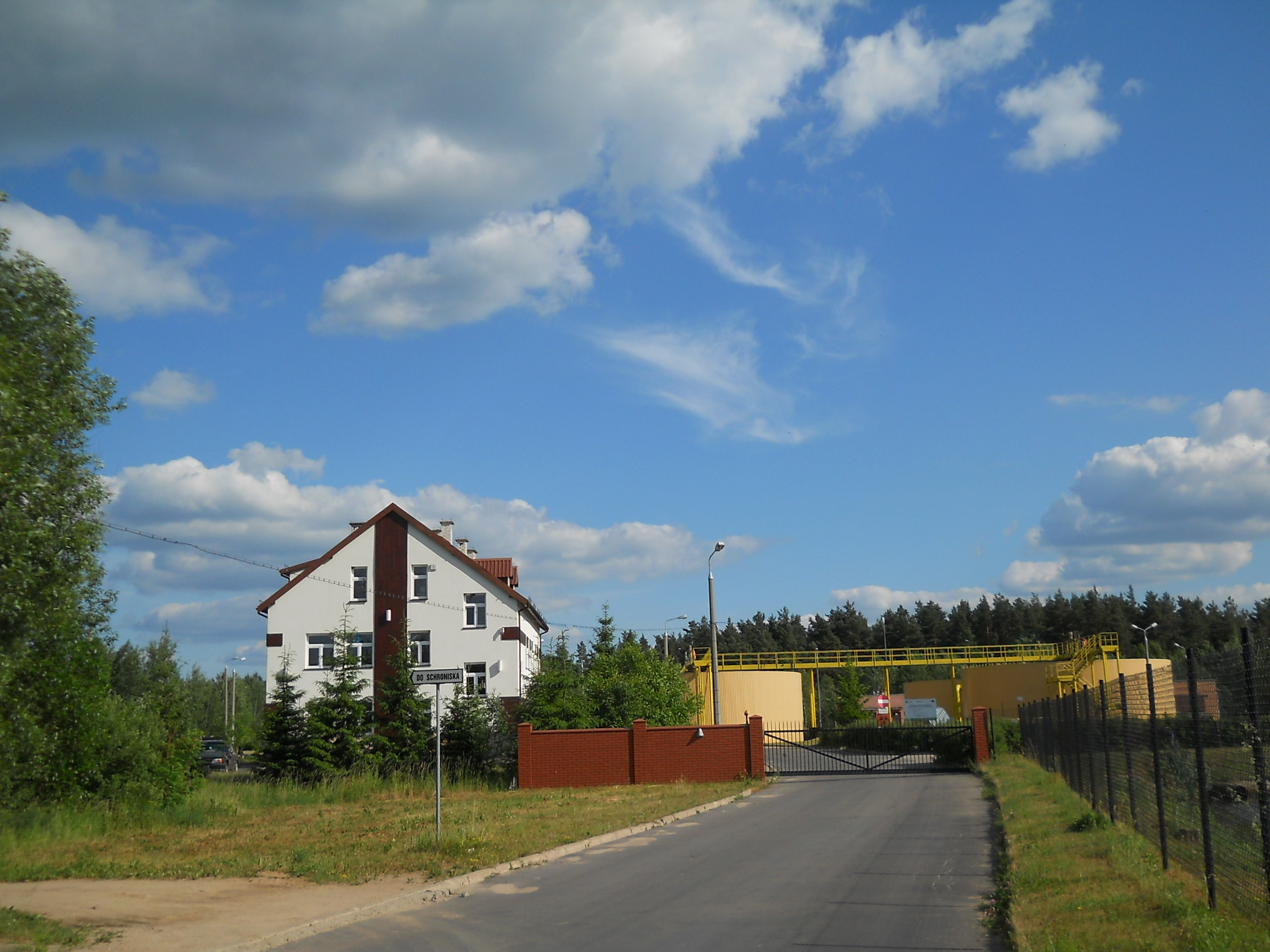
Oczyszczalnia ścieków. Ulica J. Słowackiego

## Ulice
Marszałka Józefa Piłsudskiego (fragment), Juliusza Słowackiego, Juliana Tuwima, Jana Kochanowskiego, Klimek